# شاكيد
مستوطنة شاكيد (بالعبرية: שָׁקֵד شاكيد) مستوطنة صهيونية أقيمت على أراضي قرى العرقة وعانين والطرم والنزلة وطورة وضهر المالح. بُنيت سنة 1981، ويبلغ عدد سكانها 2,500 شخص جميعهم من المتدينين.

## الجانب القانوني
يعتبر المجتمع الدولي المستوطنات الإسرائيلية في الضفة الغربية غير قانونية بموجب القانون الدولي، لكن الحكومة الإسرائيلية تعارض ذلك.